# 山东农业大学白马河实习农场
山东农业大学白马河实习农场，现在的正式名称是山东农业大学白马河教学与实验中心，但是习惯上仍然称其为“白马河实习农场”“白马河农场”。地址在山东省邹城市石墙镇新盛路2988号，乘坐邹城218路公交车可直达白马河农场。

## 历史沿革
白马河实习农场是山东农业大学在邹城市境内的一处集科研、部分教学、实习、良种繁育等多用途基地。白马河实习农场1952年冬筹建，1953年正式建场。农场初建时，为济宁专署农场，1956年改为国营农场。1965年11月移交给山东农学院（即山东农业大学）。
1969年2月，中共中央直属机关为贯彻落实毛主席“五七指示”，来到山东省办“五七干校”。山东省革委会对中央直属机关在山东办五七干校极为重视，决定将山东农学院白马河农场（东场）全部拨给东风五七干校（此时西场剩余部分全给了6185部队）。济宁地革委及山东农学院根据省革委的指示确定：
1. 原白马河农场的职工（包括临时工）由济宁地区革委会负责安排处理；
2. 原农场的内外债务亦由济宁地革委帮助处理；
3. 交接双方以实际清点的财务、物资数为移交准数；
4. 东风五七干校由于建校需要暂时留用四名职工，将来仍由济宁地革委安置。

1969年2月，除冯增杰、王庆启、王敬智、陈士贤四名职工留守外，白马河农场大部分干部、职工由济宁地区革委会安排到了济宁南阳湖农场；少部分安排到济宁接庄果园。留守的四人分别负责农业机械、畜牧养殖、小麦大豆种植和水稻种植。干校实行军事化管理，67军副军长陈新华（1970年下放到山东白马河农场五七干校劳动锻炼4年）为军管领导，配有一个加强排，负责安全保卫。
1969—1971年，白马河农场移交给中央东风“五七”干校，农场更名为中共中央直属西苑机关五七干校，又称西苑机关在山东邹县中央五七干校。此时白马河农场汇集了外交战线的一批干部，许多是从驻外机构召回的。
1971年底，干校开始撤离。
1972年2月13日，总参首长作出了“将干校生产移交山东农学院办理”的批示，1973年6月20日，中央首长又作出将中直西苑机关五七干校搬回北京的决定。据此，中直西苑机关五七干校1972年3月15日及1973年8月20日按照中直管理处及财政部的文件规定精神，先后分两批向山东农学院进行了有关生产工作、固定资产及物资方面的移交。
1973年8月25日，全体干校人员搬离山东回到机关，山东农学院重新收回农场。
白马河农场现归属山东农业大学。

## 现状
白马河实习农场占地面积为2048亩，可耕面积为1691亩。相比于驻地在泰安市市区的山东农业大学本部，白马河教学与实验中心条件一般，位置较偏远，且是自主经营、自负盈亏、自我发展的农业企业，偶尔需要校本部机关部门的援助。农场土地面积大，位置偏僻，秋收时节常有被盗收现象，需要加派人手巡逻。
70年代以前，因涝洼水多，以种水稻作物为主。70年代后期改为旱田，主要繁育小麦良种、大豆、啤酒花、棉花等作物。
山东农业大学在白马河实习农场培育了很多有名的小麦良种：如矮孟牛、鲁麦1号、优麦系列、山农系列等，并通过农场繁育、推广，为全省乃至邻省的农业丰产增收做出了贡献。